# دانية الشريف
دانية علاء الدين الشريف (مواليد 19 أكتوبر 2000) هي لاعبة كرة قدم سعودية تلعب في مركز الوسط لصالح فريق القادسية في الدوري السعودي الممتاز للسيدات.

## المسيرة الرياضية
لعبت الشريف مع القادسية في موسم 2023–24 من الدوري السعودي الممتاز للسيدات.
ساهمت الشريف في حصول فريقها على المركز الثالث والميدالية البرونزية في كأس السعودية للسيدات 2023–24.
في نهاية الموسم، اختيرت الشريف ضمن أفضل 11 لاعبة (فريق الموسم) في الدوري السعودي الممتاز للسيدات 2023–24.

## الإنجازات

### الأندية
القادسية
- كأس الاتحاد السعودي للسيدات:

 المركز الثالث: كأس الاتحاد السعودي للسيدات 2023–24

### الإنجازات الفردية
- الدوري السعودي الممتاز للسيدات فريق الموسم: 2023–24